# Szparzyca

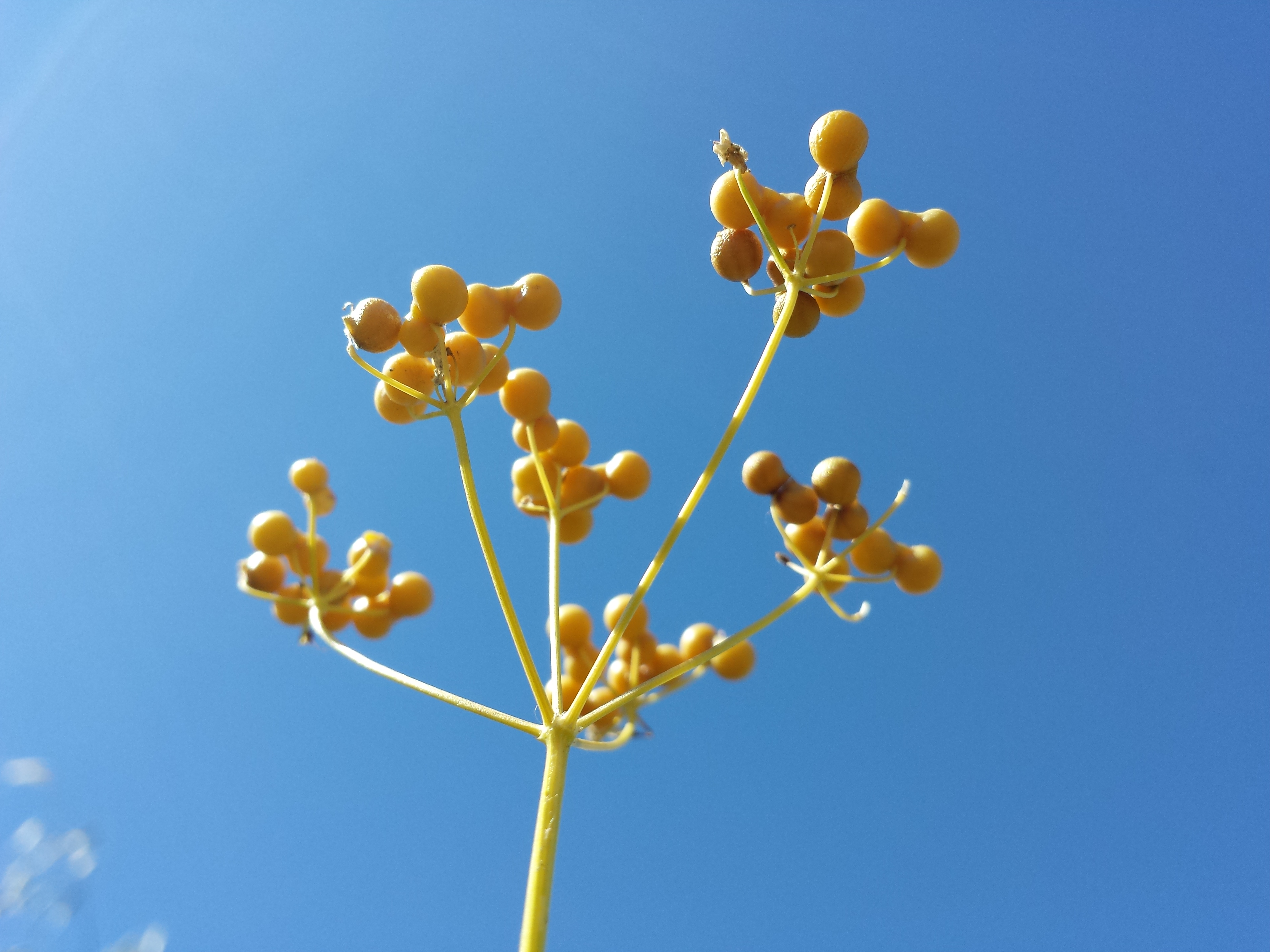
Charakterystyczne, kulistawe owoce szparzycy promienistej

Szparzyca (Bifora Hoffm.) – rodzaj roślin należący do rodziny selerowatych. Obejmuje trzy gatunki. Wszystkie występują w basenie Morza Śródziemnego, przy czym dwa z nich rosną w Europie, jeden w zachodniej do środkowej Azji. W Polsce rejestrowane jako przejściowo dziczejące (efemerofity) są dwa gatunki: szparzyca promienista i szparzyca bulwkowata.
Są to rośliny jednoroczne, o 1–3-krotnie pierzastych liściach, białych kwiatach (z koroną symetryczną lub asymetryczną), owocach niemal kulistych.

## Systematyka
Pozycja systematyczna
Rodzaj w obrębie rodziny selerowatych (baldaszkowatych) Apiaceae klasyfikowany jest do podrodziny Apioideae, plemienia Coriandreae.
Wykaz gatunków
- Bifora americana Benth. & Hook.f. ex S.Watson
- Bifora radians M.Bieb.  – szparzyca promienista
- Bifora testiculata (L.) Roth  – szparzyca bulwkowata